# Kristian Ludvig Crampo
Kristian Ludvig Crampo, född 1668, var en svensk domkyrkoorganist.

## Biografi
Kristian Ludvig Crampo föddes 1668. Han var son till dansmästaren Reimer Krampau och Susanna Freischlag i Stockholm. Crampo flyttade i december 1684 till Kalmar och fick provanställning som domkyrkoorganist i Kalmar domkyrkoförsamling. Han blev 11 mars 1685 ordinarie domkyrkoorganist i församlingen, men flyttade redan samma år till Karlskrona.